# Cutcliffe Peak
Der Cutcliffe Peak ist ein rund 1645 m hoher Berg im ostantarktischen Mac-Robertson-Land. In der Porthos Range der Prince Charles Mountains ragt er unmittelbar südlich des Mount Mervyn auf.
Luftaufnahmen der Australian National Antarctic Research Expeditions von 1965 dienten seiner Kartierung. Das Antarctic Names Committee of Australia (ANCA) benannte ihn nach Maxwell Arthur Cutcliffe (* 1930), Elektrotechniker auf der Mawson-Station im Jahr 1966, der auch bei geodätischen Vermessungen behilflich war.